# Mühlenrade
Mühlenrade település Németországban, Schleswig-Holstein tartományban. Lakosainak száma 206 fő (2023. december 31.). Mühlenrade Köthel (Lauenburg), Köthel és Hamfelde (Lauenburg) községekkel határos.

## Népesség
A település népességének változása:
| Lakosok száma | 185  | 182  | 172  | 178  | 174  | 204  | 206  |
|               | 1975 | 2014 | 2017 | 2019 | 2021 | 2022 | 2023 |